# Gregorio Santacroce
Gregorio Santacroce (falecido em 1611) foi um prelado católico romano que serviu como bispo de Giovinazzo (1610–1611).

## Biografia
Gregorio Santacroce foi ordenado sacerdote na Ordem de São Bento. A 12 de junho de 1606, foi nomeado pelo Papa Paulo V como Bispo Co-adjutor de Giovinazzo e Bispo Titular de Dragobitia. Sucedeu ao bispado em março de 1610, após a morte do seu predecessor, e serviu até à sua morte em 1611.